# Песни Цитбальче
Песни Цитбальче (исп. [El libro de] los cantares de Dzitbalché, англ. [Book of the] Songs of Dzitbalché) — литературный сборник, состоящий из стихов и песен народа майя. Создан в послеклассический период в 1440 году Ах-Бамом. Является важным источником песенно-стихотворного творчества, обрядов, традиций и обычаев юкатанских майя. Оригинальное название сборника «Книга танцев древних людей, которые исполнялись здесь, в домах, до прихода белых».

## История
Сборник был создан в городе Цитбальче (современный штат Кампече, Мексика), поэтому исследователи дали ему соответствующее название. Автор — Ах-Бам — считается только собирателем произведений, которые объединил в одну книгу. По происхождению он был потомком ах-кулеля (старосты) поселения Цитбальче. 
В 1942 году сборник был обнаружен в городе Мерида. В 1965 году был опубликован специалистом по языку майя профессором А. Баррера Васкесом. Он на основании палеографических данных датирует сохранившийся экземпляр «Песен Цитбальче» первой половиной XVIII века. В 1982 году вышел английский перевод Мунро Эдмундсона, в 2013 году Дэвид Боулс издал новую редакцию английского перевода.

## Характеристика
По тематике и по языку песни относятся к доиспанскому периоду. Подавляющее большинство стихов «Песен Цитбальче» относятся к хоровой лирике, заметна их тесная связь с культами и обрядами. Исследователи считают, что главным образом именно этот вид лирики обслуживал религиозные церемонии.
Язык стихов прост, ясен и образен. Характерно частое употребление параллелизмов. Сила эмоции в стихах сочетается с прямотой и яркостью выражения, с чёткой и наглядной образностью. Изображение переживаний почти не содержит элементов психологического анализа, поэт рисует главным образом внешние проявления чувств и положение, в котором они проявляются.

## Содержание
Охватывает 15 произведений разных жанров и тематики: культовые песни, исполнявшиеся при определенных ритуалах (брак, погребение, жертвоприношение, пророчества), лирические (№ 7, 14, 15). В «Песнях Цитбальче» были найдены несколько женских божеств майя, ранее неизвестных исследователям: Сухуй-Каак, Ш’кам-Ле-Ооч, Шах-Соот.
Два стихотворения (№ 1 и 13) связаны с обрядом xcolomche (танец «Игра с камышом»). Также присутствуют гимны, содержащие описание утренней звезды и восхваление восходящего солнца (№ 2, 11) или других божеств (№ 6, 9, 10). Выразительны культовые напевы, которые исполнялись во время обрядов, сопровождавших новогодние праздники (№ 3, 12). Трогательна жалобная песня мальчика-сироты, оплакивающая свою тяжелую судьбу (№ 8). В лирических стихах заметны попытки авторов передать пейзаж, созвучность окружающей природы душевному настрою главных героев.

## Значение
Кроме большого значения для изучения поэтического наследия майя, «Песни Цитбальче» представляют важный источник древней религии, космологии и этнографии майя Юкатана в XIV—XV вв. Также они позволяют понять философию древних майя, основанную на мифологии и вере в реинкарнацию души. Ряд исследователей рассматривают все песни в комплексе как порядок (вроде пошаговой инструкции) празднования в целом, кульминацией которого является жертвоприношение. Также каждая отдельная песня — разъяснение действий участника церемонии. Так, в «Песне стрелка из лука» непосредственно раскрывается процесс жертвоприношения: 

«Сделай три быстрых пробега вокруг разрисованной каменной колонны, той самой, к которой привязан мужественный юноша, чистый, целомудренный человек. Сделай первый круг, на втором схвати свой лук, наложи стрелу и прицелься ему в грудь. Не следует укладывать всю силу, чтобы сразу поразить его, нанести ему глубокие ранения. Надо, чтобы он страдал медленно и понемногу, потому что так захотел владыка. На следующем круге, который ты будешь делать вокруг этой голубой каменной колонны, на следующем круге пусти стрелу во второй раз. Это ты должен сделать, не прекращая танца, потому что именно так поступают хорошие воины-щитоносцы, которых выбирают, чтобы порадовать нашего молодого владыку-бога».